# Playwrights Horizons

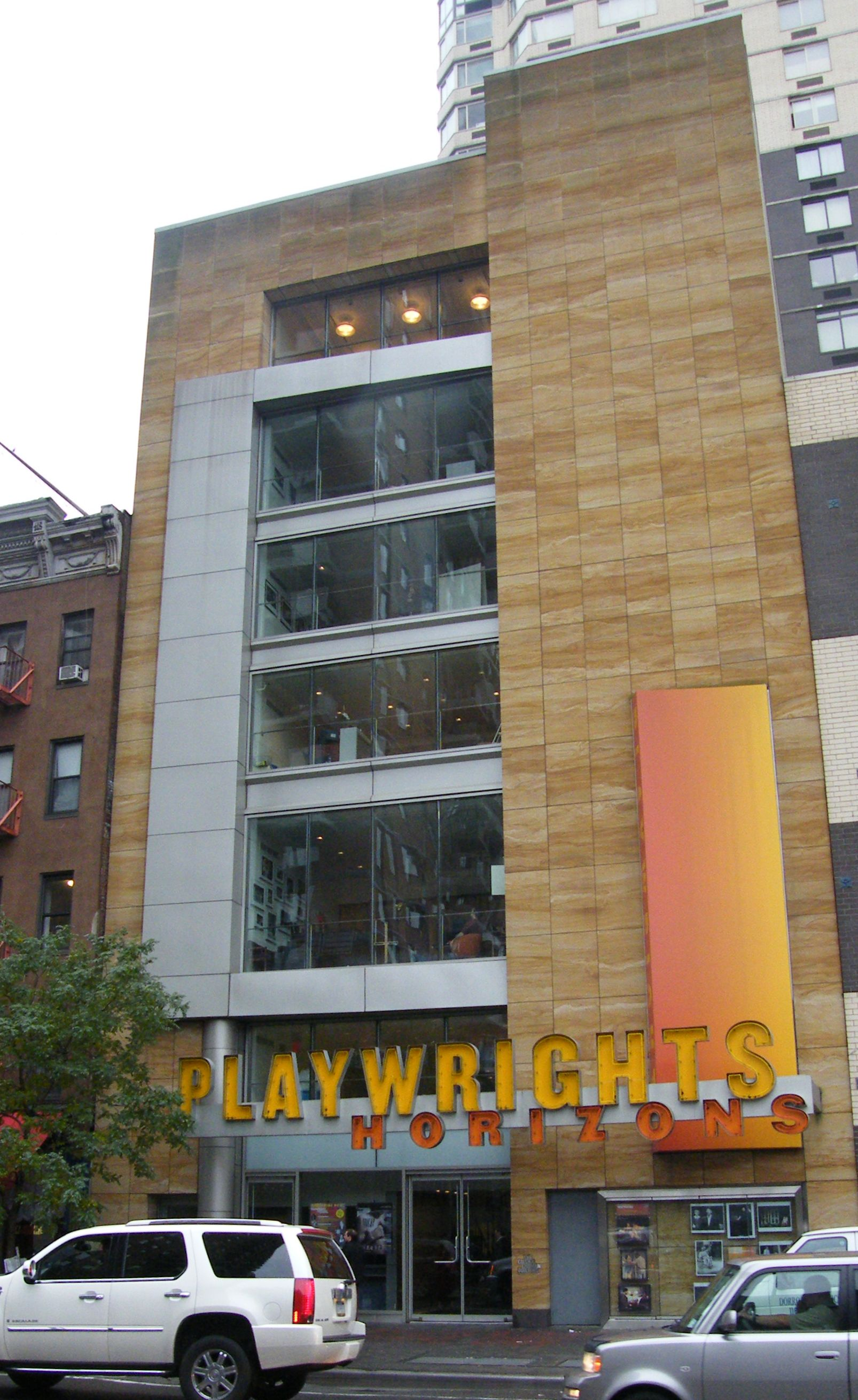
Theater und Geschäftsstelle der Playwrights Horizons

Playwrights Horizons ist eine Non-Profit-Organisation mit eigenem Theatergebäude, das zum Off-Broadway in New York City gehört. Sie wurde ins Leben gerufen, um zeitgenössische US-amerikanische Dramatiker, Dichter und Komponisten von Bühnensongs sowie Bühnendarsteller zu unterstützen. Die Organisation fördert die Ausbildung von Autoren und die Aufführung ihrer Stücke. Der Name wird oft mit Satiren auf das New Yorker Stadtleben in Verbindung gebracht.
Unter der künstlerischen Leitung von Tim Sanford werden neue Theaterstücke renommierter Autoren aufgeführt, um eine neue Generation von Theaterschauspielern zu fördern. Die Nachwuchs-Autoren werden in jeder Phase ihrer Ausbildung durch folgende Entwicklungsprogramme unterstützt: Begutachtung von Theatermanuskripten und -partituren, Aufträge, Lesungen, Musical-Workshops, Studio- und Hauptbühnenproduktionen.
Playwrights Horizons wurde 1971 am Clark Center Y von Bob Moss gegründet. André Bishop wirkte von 1981 bis 1991 als Theaterleiter und wurde durch den Fernsehschauspieler und -produzenten Don Scardino abgelöst, der bis 1995 blieb. Im Zusammenhang mit der Sanierung des New Yorker Theaterbezirks konnte die Organisation im Jahr 2002 an die 42nd Street (416 West, zwischen 9th und 10th Av.) ziehen und besitzt nun auch ein eigenes Theatergebäude. Das Haus diente ehemals der Burlesque.
Playwrights Horizons betreibt eine Schauspielschule namens Playwrights Horizons Theater School, die zur  Tisch School of the Arts gehört. Zur Organisation gehört außerdem eine Verkaufsstelle für Theatertickets (Ticket Central), mit deren Erträgen die Gemeinschaft der Off-Broadway-Schauspieler unterstützt wird.
Bisher hat Playwrights Horizons mit über 350 Autoren gearbeitet und eine Anzahl von Preisen und Ehrungen erhalten. 2005 erhielt die Organisation vom Bürgermeister Michael Bloomberg einen Teil des 20-Millionen-Dollar-Förderpreises der Carnegie Corporation.

## Erwähnenswerte Produktionen
- Small Tragedy von Craig Lucas
- Lobby Hero von Kenneth Lonergan
- The Bubbly Black Girl Sheds Her Chameleon Skin von Kirsten Childs
- James Joyce’s The Dead von Richard Nelson und Shaun Davey
- In Trousers, March of the Falsettos, und Falsettoland von William Finn
- Betty's Summer Vacation und Sister Mary Ignatius Explains It All for You von Christopher Durang
- Goodnight Children Everywhere und Franny's Way von Richard Nelson
- The Substance of Fire von Jon Robin Baitz
- Marvin's Room von Scott McPherson
- The Dining Room von A.R. Gurney
- Floyd Collins von Adam Guettel und Tina Landau
- Violet von Jeanine Tesori und Brian Crawley
- Grey Gardens von Doug Wright, Scott Frankel und Michael Korie
- Assassins von Stephen Sondheim und John Weidman
- Little Footsteps von Ted Tally (1986); mit Mark Blum

Vier der früheren Produktionen gewannen auch einen Pulitzer-Preis: Doug Wrights I Am My Own Wife, Stephen Sondheims and James Lapines Sunday in the Park with George, Alfred Uhrys Driving Miss Daisy und Wendy Wassersteins The Heidi Chronicles.